# Индустријске зоне у Новом Саду
Град Нови Сад има неколико индустријских зона, које се, за разлику од осталих градских четврти, углавном користе за привредне делатности.

## Преглед
Новосадска индустрија, претежно смештена у индустријске зоне, доживела је седамдесетих и осамдесетих година 20. века велику сеобу у поменуте зоне, уз истовремену знатну реконструкцију постојећих и изградњу нових капацитета.
Највећи део индустрије смештен је у индустријским зонама север и југ, са обе стране канала Дунав—Тиса—Дунав. Цео комплекс има изграђену инфраструктуру, ван зоне становања, са уграђеним уређајима који обезбеђују заштиту човекове околине, као и са пространим зеленим површинама.
Поред извоза у Свет, новосадска индустрија била је тржишно претежно усмерена на подручје бивших југословенских република Хрватске, Словеније и Босне и Херцеговине. Југословенски ратови и економска блокада (санкције) неповољно су се одразили на развој индустрије у граду. Друштвени производ Новог Сада са 925 милиона долара у 1990, пада у 1994. на 427, при чему се учешће индустрије снизило од 45,2% на 26,6%. Искоришћеност капацитета од 76% у 1989. опала је на 23% у 1994.

## Списак индустријских зона у Новом Саду
1. Радна зона север
  1. Радна зона север I (Индустријска зона север)
  2. Радна зона север II (Индустријска зона југ)
  3. Радна зона север III
  4. Радна зона север IV
  5. Римски Шанчеви
  6. Депонија
2. Радна зона запад
  1. Западна привредна зона (Радна зона запад)
  2. Расадник (Радна зона запад)
3. Радна зона исток
  1. Победа (Радна зона исток)
  2. Марија снежна (Радна зона исток)

## Радна зона север

### Радна зона север I
Радна зона север I, позната и као Индустријска зона север, налази се северно од канала Дунав—Тиса—Дунав, у близини градских четврти Клиса и Горње ливаде. Неки од привредних субјеката лоцираних у овој индустријској зони су индустрија за производњу меса и месних прерађевина "Неопланта", хемијска индустрија "ХИНС", "Техногас", "Новограп", "Изолација", "Миком", "Котекспродукт", "Стотекс", "Базар", ЈКП "Циклонизација", итд. У Радну зону север I спадају и неки привредни објекти на Видовданском насељу и Малом Београду.
- Индустријска зона север
- ЈКП „Циклонизација“
- Хемијска индустрија „ХИНС“
- "Неопланта“

### Радна зона север II
Радна зона север II, позната и као Индустријска зона југ, налази се јужно од канала Дунав—Тиса—Дунав, у близини градских четврти Салајка, Первазово насеље, Банатић, Детелинара, Авијатичарско насеље, Југовићево и Сајлово. Овде се налазе новосадска фабрика кабела "Новкабел", предузеће "Машиноремонт", затим Новосадска млекара, индустрија делова за аутомобиле и мотоцикле "Мотинс" (некада се звала "27. март"), фабрика металне амбалаже за прехрамбену и хемијску индустрију "Лимпродукт", предузеће "Необус" (ранији назив „Аутокаросерија"), фабрика средстава за хигијену и козметику "Албус", аутобуска станица предузећа "АТП Војводина", предузеће "Стандард", Месна индустрија "Матијевић", робна кућа "Меркур", стадион фудбалског клуба „Нови Сад“, као и два гробља: алмашко (са капелом светих апостола Петра и Павла) и назаренско.
- Индустријска зона југ
- Индустријска зона југ - предузеће "Новкабел"
- Аутобуска станица предузећа "АТП Војводина"
- Новосадска млекара
- Месна индустрија „Матијевић“
- Тржни центар „Меркур“

### Радна зона север III
Радна зона север III се налази у северном делу Подбаре, јужно од канала Дунав—Тиса—Дунав. Овде се налазе Лука Нови Сад, велики млин са силосима и фабрике тестенина и хлеба "Данубиус", фабрика вештачких ђубрива "Агрохем", развојни центар у области енергетске електронике "Тајфун ХИЛ" и супермаркет "Темпо". У Радну зону север III спадају и неки привредни објекти на Салајци.
- Предузеће "Тајфун ХИЛ"

### Радна зона север IV
Радна зона север IV је површински највећа индустријска зона у граду. Налази се на североисточној периферији Новог Сада, у близини градских четврти Шангај, Мали Београд, Мишин салаш и Велики рит. У овој индустријској зони се налази и рафинерија нафте, која је тешко оштећена током НАТО бомбардовања 1999. године, а ту је лоцирана и термоелектрана-топлана. У овој радној зони се налази и велика фабрика у саставу Continental Automotive Serbia, kоја се налази између Новог Сада и Каћа. У ову зону се планира и пресељење Бродоградилишта из Дунавца код Штранда и изградња велике луке на Дунаву.
- Новосадска рафинерија
- Новосадска рафинерија
- Термоелектрана-топлана

### Римски Шанчеви
Главни чланак: Римски шанчеви
Индустријска зона Римски шанчеви се налази у северном делу града, у близини градских четврти Клиса и Горње ливаде.

### Депонија
Депонија је индустријска зона на северу Новог Сада, у којој је смештена градска депонија.

## Радна зона запад
Ова индустријска зона се налази са обе стране Футошког пута, на Новом насељу и Телепу. На јужној (телепској) страни ове зоне налазе се предузећа "Новитет", "Графика", "Алба", "Авала", "Минаква", "Пластал", "Ентеријер Јанковић", итд. На северној страни Футошког пута, издвајају се Западна привредна зона на истоку и Расадник на западу, између којих је лоцирано предузеће "Аутокоп". У Радну зону запад спадају и привредни објекти на Југовићеву.

### Западна привредна зона
Западна привредна зона или Радна зона запад се налази у источном делу Новог насеља. У овој индустријској зони се налазе фабрике "Југоалат" (производња алата), "Југодент" (производња зубарске опреме), "Дунав" (производња ортопедских помагала), итд.

### Расадник
Расадник је назив дела Радне зоне запад на Новом насељу и налази се у западном делу ове градске четврти. На Расаднику се налази "Јавно градско саобраћајно предузеће".
- Фабрика „Југоалат“
- Фабрика „Југодент“
- Фабрика „Минаква“

## Радна зона исток

### Победа
Победа је назив једног дела Радне зоне исток у Петроварадину. Најзначајније предузеће у овој индустријској зони је "Победа", са разноврсним металопрерађивачким програмом.

### Марија Снежна
Марија Снежна је назив дела Радне зоне исток у Петроварадину. Налази се југоисточно од насеља Садови.